# Landtagswahlkreis Reutte
Der Wahlkreis Reutte (Wahlkreis 8) ist ein Wahlkreis in Tirol, der den politischen Bezirk Reutte umfasst. Bei der Landtagswahl 2013 waren im Wahlkreis Reutte 22.593 Personen wahlberechtigt, wobei bei der Wahl die Österreichische Volkspartei (ÖVP) mit 37,20 % als stärkste Partei hervorging.

## Wahlergebnisse
| Landtagswahlen im Landtagswahlkreis Reutte | Landtagswahlen im Landtagswahlkreis Reutte | Landtagswahlen im Landtagswahlkreis Reutte | Landtagswahlen im Landtagswahlkreis Reutte | Landtagswahlen im Landtagswahlkreis Reutte | Landtagswahlen im Landtagswahlkreis Reutte | Landtagswahlen im Landtagswahlkreis Reutte | Landtagswahlen im Landtagswahlkreis Reutte | Landtagswahlen im Landtagswahlkreis Reutte | Landtagswahlen im Landtagswahlkreis Reutte |
| ------------------------------------------ | ------------------------------------------ | ------------------------------------------ | ------------------------------------------ | ------------------------------------------ | ------------------------------------------ | ------------------------------------------ | ------------------------------------------ | ------------------------------------------ | ------------------------------------------ |
| Wahltermin                                 | GM                                         |                                            | ÖVP                                        | SPÖ                                        | FPÖ                                        | GRÜNE                                      | FRITZ                                      | Sonstige                                   |                                            |
| 13. März 1994                              |                                            | Stimmenanteile (%)                         | 56,27                                      | 22,58                                      | 10,20                                      | 7,71                                       | -                                          | 3,24                                       |                                            |
| 13. März 1994                              | 2                                          | Grundmandate                               | 1                                          | 0                                          | 0                                          | 0                                          | -                                          | 0                                          |                                            |
| 7. März 1999                               |                                            | Stimmenanteile (%)                         | 58,12                                      | 15,63                                      | 17,78                                      | 6,39                                       | -                                          | 2,07                                       |                                            |
| 7. März 1999                               | 2                                          | Grundmandate                               | 1                                          | 0                                          | 0                                          | 0                                          | -                                          | 0                                          |                                            |
| 28. September 2003                         |                                            | Stimmenanteile (%)                         | 56,89                                      | 23,83                                      | 6,45                                       | 12,84                                      | -                                          | -                                          |                                            |
| 28. September 2003                         | 2                                          | Grundmandate                               | 1                                          | 0                                          | 0                                          | 0                                          | -                                          | 0                                          |                                            |
| 8. Juni 2008                               |                                            | Stimmenanteile (%)                         | 55,82                                      | 9,95                                       | 7,50                                       | 6,72                                       | 17,01                                      | 3,00                                       |                                            |
| 8. Juni 2008                               | 2                                          | Grundmandate                               | 1                                          | 0                                          | 0                                          | 0                                          | 0                                          | 0                                          |                                            |
| 28. April 2013                             |                                            | Stimmenanteile (%)                         | 37,20                                      | 6,29                                       | 4,67                                       | 6,98                                       | 2,30                                       | 42,55                                      |                                            |
| 28. April 2013                             | 2                                          | Grundmandate                               | 0                                          | 0                                          | 0                                          | 0                                          | 0                                          | 0                                          |                                            |
| 25. Februar 2018                           |                                            | Stimmenanteile (%)                         | 49,86                                      | 13,25                                      | 14,85                                      | 8,44                                       | 3,30                                       | 10,30                                      |                                            |
| 25. Februar 2018                           | 2                                          | Grundmandate                               | 0                                          | 0                                          | 0                                          | 0                                          | 0                                          | 0                                          |                                            |
| 25. September 2022                         |                                            | Stimmenanteile (%)                         | 42,70                                      | 13,45                                      | 19,49                                      | 6,85                                       | 8,17                                       | 9,33                                       |                                            |
| 25. September 2022                         | 2                                          | Grundmandate                               | 0                                          | 0                                          | 0                                          | 0                                          | 0                                          | 0                                          |                                            |